# Olof Hedlund
Olof Hedlund, född cirka 1707, död 20 april 1749 i Stockholm, var en svensk orgelbyggare i Stockholm. Han var lärde sig orgelbyggeri av orgelbyggaren Johan Niclas Cahman i Stockholm.

## Biografi
Olof Hedlund föddes senast 1707 i Sverige. Han blev senast 1721 lärjunge hos orgelbyggaren Johan Niclas Cahman i Stockholm. Hedlund deltog i Cahmans orgelbygge i Uppsala domkyrka 1725. Sommaren 1727 satte han upp en orgel med 32 stämmor i Åbo domkyrka tillsammans med Cahman. Han blev senast 1728 gesäll hos honom. Hösten 1731 reste han till Mariestads domkyrka för att reparera en orgel Cahman hade byggt 1704–1705. Hedlund levererade även en orgel med 28 stämmor till Linköpings domkyrka. År 1733 arbetade han på en orgel med 26 stämmor i Sankt Nicolai kyrka, Nyköping. Han arbetade på orgeln från 11 augusti till 4 september och bodde då hos hökaren Hans Mutzscher. Orgeln i Nyköping invigdes 29 september.

### Självständig orgelbyggare
Hedlund startade hösten 1733 en egen orgelverkstad på Kvarngränden hos sina svärföräldrar, i samråd med Cahman. Hans första arbete var att reparera orgeln i Strängnäs domkyrka. Han tillverkade en väderlåda till domkyrkan 17 oktober och åkte åter till Strängnäs 1734 med en gesäll. De fullbordade renoveringen under juni månad. Den 24 augusti 1734 fullborda Hedlund en orgel med 6 stämmor till Kisa kyrka, som godkändes av domkyrkoorganisten Valentin Kraus. Hedlund kom sedan att hjälp Cahman med orgeln i Göteborgs domkyrka, Göteborg. Orgeln bestod av 32 stämmor. Han utförde efter detta arbete en reparation på orgeln från 1600-talet i Marstrands kyrka. Hedlund skrev 9 december under ett arvode och återvände till Göteborg. I mars 1738 lämnade Olof Hedlund in ansökan om orgelbyggarprivilegium till Kungliga kommerskollegium. Han fick sitt privilegium 7 juli 1741.

### Privilegierad orgelbyggare
Efter att ha fått privilegium i orgelbyggeri 1741 skrev Hedlund i juni eller juli kontrakt om en orgel i Sankt Jacobs kyrka och Tierps kyrka. Samma år i september skrev han också kontrakt om en renovering i Heliga Trefaldighets kyrka, Gävle. I mitten av mars 1742 reste Hedlund till Delsbo för att undersöka orgeln i Delsbo kyrka. I kyrkan hade det skett en brand och han skulle där undersöka hur mycket det kostade att reparera orgeln. Man fattade beslut om att reparera orgeln och utöka den med ett pedalverk. Sommaren 1742 reste Hedlund tillsammans med två gesäller till Tierp för att sätta upp en stomme och fasad i kyrkan. 1743 var orgeln färdigbyggd i Tierps kyrka. Pedalverket till Delsbo kyrka tillverkades i Stockholm och fraktades upp till Hudiksvall 1744 där det magasinerades. Våren 1746 hämtade några gesäller pedalverket och orgeln började göra i ordning orgeln. Den invigdes samma år i september. Samma sommar beslutades att orgeln i Spånga kyrka skulle repareras av Hedlund. Reparationen ägde rum under april och maj månad 1747. Orgeln besiktades av organisten Zellbell. Sommaren 1747 fick Hedlund beställning på två orgelverk till Rasbo kyrka och Sigtuna kyrka. Klockaren Johan Nordbeck i Rasbo församling åkte till Västland och skrev kontrakt den 5 juli med Hedlund om en orgel med 11 stämmor. Den 1 augusti skrevs en överenskommelse med Sigtuna församling om ett orgelverk med 8 stämmor. Kontraktet med församlingen skrevs först 10 oktober.
I december 1747 reparerade Hedlund den fyrstämmiga orgeln i Katarina kyrka, Stockholm. Han bytte ut pipor och gjorde i ordning väderlådans ventiler. Sommaren 1748 åkte han till Närpes för att kontrollera den nybyggda orgeln i kyrkan. Under resans gång reparerade han även orgeln med 21 stämmor i Gamlakarleby kyrka. När han kom hem till Sverige tog han sig an uppdraget att undersöka orgeln från 1600-talet i Tyska kyrkan, Stockholm. Hedlund skrev ett omdöme i september att orgeln var förbrukad och ansåg att det skulle kosta mer att reparera den än att bygga nytt. Olof Hedlund avled 20 april 1749.

### Övrigt
Efter överenskommelse med Cahman blev Hedlund sin egen år 1733 och byggde orglar bland annat i Sankt Nicolai kyrka, Arboga och i Torstuna kyrka. År 1740 byggde Olof Hedlund den orgel i Björklinge kyrka, som skänktes till kyrkan år 1740 av dess patronus Otto Fleming.
Hedlund kom att överta Cahmans verksamhet när denne blev äldre. Till exempel hade Cahman anlitats för ett nybygge på det 34-stämmiga verket till S:ta Maria Magdalena kyrka. Han fick dock aldrig uppleva denna orgel färdig, eftersom han avled i juni 1737. Arbetet slutfördes istället av Hedlund. Orgelns tid i kyrkan blev emellertid kortvarig. Den förstördes tillsammans med all övrig inredning vid den stora brand som härjade Maria församling den 19 juli 1759, tio år efter Hedlunds död.
Orgeln i Sankt Jacobs kyrka, Stockholm, kom att bli Hedlunds största verk med 30 orgelstämmor och en magnifik fasad av Carl Hårleman. Från denna ljuder sedan advent 1976 åter Hedlunds originalpipor i huvudverkets Prestant 8', öververkets Prestant 4' och pedalens Prestant 16'.
Av Olof Hedlunds ursprungligen 18 färdigställda orgelverk har några kasserats eller förändrats. Andra har flyttats eller restaurerats. Kvar är totalt 14 orgelverk, varav fem kan anses väl bevarade. Endast orglarna i Björklinge kyrka och Fagerviks kyrka står på den plats där de ursprungligen byggdes av Hedlund. I Björklinge med omnejd är björklingeorgeln känd under namnet Hedlundorgeln.

### Familj
Hedlund gifte sig 23 april 1728 i Maria Magdalena församling, Stockholm med Engel Klünder. Hon var dotter till skepparen Samuel Klünder. De fick tillsammans barnen Hans Jörgen (född 1729), Olof (född 1735), Carl (född 1740), Fredrik (född 1743), Adolf (född 1744) och Gustaf (1747–1748).
Barnen kom att arbeta som: Olof Hedlund blev revisor i förmyndarkammaren, Carl Hedlund blev skrivare i Hälsingland, Fredrik Hedlund blev bruksbokhållare och Anna Maria Hedlund gifte med lärftkrämaren Gerhard Spolander.

## Byggda orglar
| År        | Ursprunglig kyrka                | Stift     | Bild | Manualer | Pedal        | Stämmor | Bevarad orgel/fasad | Övrigt |
| --------- | -------------------------------- | --------- | ---- | -------- | ------------ | ------- | ------------------- | --- |
| 1726      | Fagerviks kyrka                  | Finland   |      | 1        | -            | 5       | Ja/Ja               | |
| 1736      | Sankt Nicolai kyrka              | Västerås  |      | 1        | Självständig | 14      | Nej/Nej             | Kontrakt skrivet 13 juni 1735. Orgelhus och fasad var från den tidigare orgeln i kyrkan. 1744 renoverar Daniel Stråhle orgeln och sätter in stämma Vox virginea, möjligen genom utbyte av Gemshorn. 1782 utförs reparationer av Pehr Schiörlin. 1823 utförs reparationer av J Brunell. 1862 tillverkar E A Setterquist en ny orgel. |
| 1737      | Hedvig Eleonora kyrka            | Uppsala   |      | 1        | Självständig | 171⁄2   | Ja (delvis)/Nej     | Kontrakt skrivet 10 maj 1736. |
| 1737      | Björskogs kyrka                  | Västerås  |      | 1        | -            | 10      | Ja (delvis)/Ja      | 1744 stämmer Daniel Stråhle om orgeln. 1768 utförs reparationer av Matthias Swahlberg den yngre. |
| 1738      | Maria Magdalena kyrka, Stockholm | Strängnäs |      | 2        | Självständig | 34      | Nej/Nej             | Påbörjad av Johan Niclas Cahman. Orgeln förstördes i en brand 1759. |
| 1738      | Torstuna kyrka                   | Uppsala   |      | 1        | -            | 10      | Ja (delvis)/Ja      | 1776 renoverar Niklas Söderström orgeln och bygger till bihangspedal. |
| 1739      | Sorunda kyrka                    | Strängnäs |      | 1        | -            | 8       | Ja/Ja               | Orgeln kostade 2000 daler. 1000 daler bekostades av fröken Christina Flemming. Står nu i Sandvikens baptistkyrka. |
| 1739      | Delsbo kyrka                     | Uppsala   |      | 1        | -            | 10      |                     | Orgeln förstördes i kyrkans brand 1740. |
| 1740      | Ulricehamns kyrka                | Skara     |      | 1        | -            | 10      | Nej/Ja              | |
| 1742      | Björklinge kyrka                 | Uppsala   |      | 1        | -            | 8       | Ja/Ja               | |
| 1743      | Tierps kyrka                     | Uppsala   |      | 1        | Självständig | 14      | Nej/Ja              | Orgeln stod långt fram i kyrkan. 1768 flyttades orgeln till västra delen i kyrkan av Carl Wåhlström. |
| 1745      | Holländsk-reformerta kyrkan      |           |      | 1        | -            | 8       | Ja/Ja               | Nu i Utö kyrka. |
| 1746      | Delsbo kyrka                     | Uppsala   |      | 1        | Självständig | 16      | Nej/Ja              | |
| 1746      | Sankt Jacobs kyrka               | Uppsala   |      | 2        | Självständig | 30      | Nej/Ja              | |
| 1747      | Närpes kyrka                     | Åbo       |      | 1        | -            | 6       | Ja/Ja               | Inköpt för 2400 Dr kmt. Nu nermonterad i Övermarks kyrka. Kan ursprunglige ha använts vid operan den 20.5.1747 vid uppförandet av operan Syrinx. |
| 1747      | Västlands kyrka                  | Uppsala   |      | 1        | -            | 12      | Nej/Ja              | [ 13 ] |
| 1749      | Mariakyrkan, Sigtuna             | Uppsala   |      | 1        | -            | 8       | Nej/Ja              | |
| 1748–1749 | Rasbo kyrka                      | Uppsala   |      | 1        | -            | 11      | Nej/Ja              | Orgeln fullbordad av Carl Holm, Uppsala. Orgeln kostade 5600 daler. |
| 1753      | Karlstads domkyrka               | Karlstad  |      | 2        | Självständig | 30      | Ja (delvis)/Nej     | Orgeln slutfördes av Jonas Gren och Peter Stråhle. Flyttad till Segerstads kyrka. |

### Renoveringar och ombyggnationer
| År              | Ursprunglig kyrka          | Stift     | Manualer | Pedal | Stämmor | Bevarad orgel/fasad | Övrigt |
| --------------- | -------------------------- | --------- | -------- | ----- | ------- | ------------------- | --- |
| 1734            | Strängnäs domkyrka         | Strängnäs |          |       |         |                     | |
| 1735            | Glanshammars kyrka         | Strängnäs |          |       | 10      |                     | 1735 köptes en gammal orgel in från Fellingsbro kyrka som kostade 600 daler. Orgeln sattes upp och renoverades av Hedlund. |
| 1735            | Alla Helgona kyrka         | Strängnäs |          |       |         |                     | |
| 1736            | Heliga Trefaldighets kyrka | Västerås  |          |       |         |                     | |
| 1736–1749, 1739 | Storkyrkan                 | Uppsala   |          |       |         |                     | |
| 1740            | Åbo domkyrka               | Åbo       |          |       |         |                     | |
| 1742            | Heliga Trefaldighets kyrka | Uppsala   |          |       |         |                     | |
| 1747            | Spånga kyrka               | Strängnäs |          |       |         |                     | |

### Reparationer och uppsättningar
| År              | Ursprunglig kyrka         | Stift      | Manualer | Pedal        | Stämmor | Bevarad orgel/fasad | Övrigt |
| --------------- | ------------------------- | ---------- | -------- | ------------ | ------- | ------------------- | --- |
| 1731            | Mariestads domkyrka       | Karlstads  |          |              |         |                     | 1704–1705 byggdes ett nytt orgelverk av Johan Niclas Cahman. 1731 reparerades orgeln av Cahmans gesäll Olof Hedlund. Orgeln besiktades i november samma år. 1864 byggdes en ny orgel i kyrkan. Orgeln såldes samtidigt för 300 riksdaler till Kölingareds kyrka. Orgeln sattes upp där av orgelbyggaren Svante Johansson.                                                                               |
| 1734            | Kisa kyrka                | Linköpings |          |              |         |                     | 1734 byggde Cahman en orgel till kyrkan. Orgeln sattes upp av Olof Hedlund sommaren 1734. 1757 byggdes ett nytt orgelverk till kyrkan av Jonas Wistenius, Linköping. Orgeln såldes 1755 till Sunds kyrka. |
| 1734            | Marstrands kyrka          | Göteborgs  |          |              |         |                     | |
| 1738            | Ödeby kyrka               | Strängnäs  |          |              |         |                     | Orgeln skänkt till kyrkan av greve Magnus Gabriel De la Gardie. Orgeln reparerades av Hedlund på bekostnad av baron Casten Feif. |
| 1738            | Frösthults kyrka          | Uppsala    |          |              | 6       |                     | Hedlund reparerade orgeln 1738. |
| 1739            | Hudiksvalls kyrka         | Uppsala    | 2        | Självständig | 22      |                     | Hedlund reparerade orgeln 17–18 augusti 1739 under hemresan från Delsbo. Orgeln var byggd 1714 av Johan Niclas Cahman, Stockholm och hade då 10 stämmor. Cahman utökade orgeln med ryggpositiv och pedalverk 1733 till 22 stämmor. |
| 1739            | Uppsala domkyrka          | Uppsala    |          |              | 40      |                     | Orgeln var byggd 1727–1731 av Johan Niclas Cahman. Hedlund deltog i byggandet av orgeln. |
| 1736–1749, 1741 | Riddarholmskyrkan         |            |          |              |         |                     | |
| 1743            | Österåkers kyrka          | Strängnäs  |          |              | 6       |                     | Hedlund och en gesäll reparerade orgeln januari 1743. De reparerade orgeln under en vecka för 180 daler kopparmynt och 12 daler kopparmynt i drickspengar till gesällen. Orgeln var byggd 1727–1728 av Johan Niclas Cahman, Stockholm. |
| 1744            | Fellingsbro kyrka         | Västerås   |          |              |         |                     | 1736 byggde Cahman en ny orgel för 10000 daler. Den reparerades av Hedlund för 1800 daler. Orgeln hade 4 bälgar. Den var 1773 den störa orgeln i en landskyrka i Västerås stift. |
| 1745            | Helga Trefaldighets kyrka | Uppsala    |          |              | 5       |                     | Hedlund reparerade orgeln 1745 för 132 daler kopparmynt. Orgeln var byggd 1732 av Johan Niclas Cahman, Stockholm. |
| 1747            | Tolfta kyrka              | Uppsala    |          |              | 6       |                     | Hedlund stämde och förbättrade orgeln 29 september 1747 för 180 daler kopparmynt. Orgeln var byggd 1726. |
| 1747            | Katarina kyrka            | Strängnäs  |          |              | 4       |                     | Hedlund reparerade orgeln hösten 1747 för 100 daler kopparmynt. Han rensade orgeln, stämde orgeln, tillverkade 26 nya orgelpipor, försåg väderlådans ventiler med nytt skin, satt in nya fjädrar, sex nya järnskruvar med mera. |
| 1748            | Gamlakarleby kyrka        | Finland    | 2        | Självständig | 21      | Ja/Ja               | Hedlund reparerade orgeln 1748 för 1100 daler kopparmynt. Under reparationen gjorde han om Kvintadena 16' till en Borduna 16'. Orgeln var byggd på 1600-talet. Orgeln förstördes 1714 av ryssarna och renoverades 1738 av orgelbyggaren Eric German. Orgel flyttades mellan 1879 och 1880 till Munsala kyrka och gjorde om till en romantisk orgel. Den gjordes senare om till 1700-talets disposition. |
| 1748            | Tyska kyrkan              |            |          |              |         |                     | |

## Gesäller
- 1734 - Mangenus Löfander
- 1734 - Erich Westman
- Jonas, född 1726, var 1738 anställd som gosse hos Hedlund.[17]
- Erich Westman var 1738 gesäll hos Hedlund.[17]
- Jonas Thunberg (1719–1755) var 1738 gesäll hos Hedlund.[17] Han anställdes 1739 som dödgrävare i Storkyrkan.[18][19]
- Petter Askerquist var mellan 1738 och 1741 gesäll hos Hedlund.[17][20] Antogs som gesäll i en spegelfirma 1741.
- Anders Norling var 1739 gesäll hos Hedlund.[20]
- Carl Gustaf Cardon, född 1721, var son till klockaren och kyrkoskrivaren Petter Cardon (död 1736) och Christina Adriansdotter.[21] Han var 1737 elev hos orgelbyggaren och snickarmästaren Eric German och arbeta på orgeln i Karleby kyrka med honom.[22] Han var 1739 anställd hos orgelbyggaren Hedlund som gosse.[20]
- 1742, 1744 - Lorentz Åberg
- 1742, 1749 - Johan Enroth (snickargesäll)
- 1742 - Niclas Dahl (snickargesäll)
- 1742 - Olof Anderson Säterberg (snickargesäll)
- 1740–1742 - Alexander Högman (snickargesäll). Son till hovmusikanten Jonas Högman.
- 1747–1749 - Petter Qvarnström
- 1749 - Peter Forsman, död 1773 i Karlstad. Arbetade efter Hedlund död i Karlstads domkyrka. Stannade i Karlstad och blev möbelsnickare och klavermakare.
- 1749 - Niclas Bomelin

## Elever
- Johan Ewerhardt